# Dnevi slovenske zabavne glasbe 2016
Dnevi slovenske zabavne glasbe 2016 (DSZG 2016) bodo potekali februarja 2016 v Ljubljani. Obsegali bodo tri tekmovalne večere: izbor pop-rock skladbe 2016 (Poprock), izbor popevke 2016 (Popevka) in izbor slovenskega predstavnika na Pesmi Evrovizije 2016 (Ema), ter koncert skupine Siddharta 15. februarja. Festival nastaja v sodelovanju med Razvedrilnim programom Televizije Slovenija, Glasbeno produkcijo RTV Slovenija in Radiem Slovenija. V prihodnosti naj bi »prerastel v pravi praznik popularne glasbe, ki bi poleg festivalskih vključeval tudi revijalni večer z zgodovinskim pregledom najboljših slovenskih skladb in ob udeležbi na Pesmi Evrovizije tudi izbor slovenskega evrovizijskega predstavnika«. Zastavljen je kot »dolgoročni glasbeni projekt festivalskih večerov, s katerim bo RTV Slovenija ponudila prostor glasbenim ustvarjalcem in izvajalcem različnih glasbenih žanrov«, s projektom pa želi spodbuditi razvoj slovenske popularne glasbe.

## Javni razpis za Poprock in Popevko
Javni razpis je bil objavljen 1. septembra 2015, zbiranje pesmi pa je trajalo do 30. septembra. Pogoji razpisa poleg tega, da mora biti delo izvirno in predhodno še neobjavljeno, določajo: da morajo biti izvajalci 1. 2. 2016 stari najmanj 16 let, da je skladba lahko dolga največ 3 minute in pol ter da mora biti besedilo v slovenskem jeziku. Vsak prijavitelj lahko navede preferenco, na kateri izbor želi, da se uvrsti prijavljena skladba, končno odločitev pa ima RTV Slovenija.
Na pop-rock izboru bodo skladbe izvedene v živo bodisi z bendom RTV Slovenija ali bendom izvajalca, popevke pa ob spremljavi revijskega orkestra RTV Slovenija.
Izborna komisija bo za posamezen večer izbrala do največ 12 skladb in eno rezervno skladbo. V primeru, da komisija med prijavljenimi ne bo našla dovolj skladb, primernih za festival, bodo k sodelovanju neposredno povabili posamezne avtorje in izvajalce.

### Potek glasovanja
Na obeh večerih bo glasovanje potekalo v dveh krogih. Najprej bo 5-članska strokovna žirija izbrala 3 pesmi, ki se bodo uvrstile v veliki finale. V velikem finalu pa bo o končnem zmagovalcu in prejemniku velike nagrade (za najboljšo pop-rock skladbo oziroma najboljšo popevko v celoti) odločalo telefonsko glasovanje. Strokovna žirija bo podelila tudi nagrado za najboljše besedilo, izvedbo, priredbo ter najbolj obetavnega avtorja ali izvajalca, za katere se bodo potegovale skladbe obeh večerov.

### Rezultati razpisa
Na javni razpis za Poprock in Popevko je prispelo 132 prijav. Izmed njih je izborna komisija za vsak večer izbrala 10 tekmovalnih skladb in rezervno. Rezervni skladbi sta bili:
- Miha Renčelj – Jelena (Miha Renčelj / Miha Renčelj) (Poprock)
- Miha Peskar − Pozabi vse (Miha Peskar / Miha Peskar) (Popevka)

## Poprock
Poprock je potekal v soboto, 13. februarja 2016, v Studiu 1 TV Slovenija. Povezovala ga je Ana Maria Mitić, v spremljevalnem programu pa so nastopili Zlatko (skupaj z voditeljico), Lea Sirk, Karin Zemljič & Ana Maria Mitić (Mini maxi), Jan Plestenjak (Prelepa za poraz) ter Lara Baruca & Tina Marinšek (Dan neskončnih sanj). 
| #   | Izvajalec                              | Naslov skladbe   | Avtor glasbe                                            | Avtor besedila          | Avtor aranžmaja                 |
| --- | -------------------------------------- | ---------------- | ------------------------------------------------------- | ----------------------- | ------------------------------- |
| 1.  | ADAM                                   | Sredi Ljubljane  | Peter Dekleva, Damir Lisica, Gregor Jakac, Anej Kočevar | Peter Dekleva           | Dekleva, Lisica, Jakac, Kočevar |
| 2.  | Anja Kotar                             | Čas je zdaj      | Anja Kotar                                              | Anja Kotar              | Anja Kotar                      |
| 3.  | Voranc Boh                             | Jutro v Tivoliju | Jure Mihevc                                             | Jernej Juren            | Jure Mihevc                     |
| 4.  | Josip Brass                            | Mina             | Rok Kovačič, Jan Pivk                                   | Uroš Boh                | Jan Pivk, Rok Kovačič, Uroš Boh |
| 5.  | Kristina Oberžan & Matevž Šalehar-Hamo | Zato živim       | Anže Langus Petrović                                    | Matevž Šalehar          | Anže Langus Petrović            |
| 6.  | Orlek                                  | Sončen dan       | Bojan Bergant                                           | Metod Češek             | Orlek                           |
| 7.  | Clemens                                | Jst bi te mel    | Klemen Mramor, Miha Gorše                               | Klemen Mramor, Tina Muc | Miha Gorše                      |
| 8.  | E.V.A.                                 | Otrok            | Andrej Pekarovič                                        | Eva Moškon              | Andrej Pekarovič                |
| 9.  | Alex Volasko                           | Pesem in poljub  | Alex Volasko                                            | Alex Volasko            | Alex Volasko                    |
| 10. | DMP                                    | Balet            | Alen Vitezič                                            | Alen Vitezič            | Žarko Pak, DMP                  |

Nastopajoče je v živo spremljal Hišni bend RTV Slovenija: Boštjan Grabnar, Gašper Konec (klaviature), Anže Langus Petrović (bas kitara), Robi Pikl, Marko Hrvatin (kitara), Jure Rozman (bobni) in Goran Moskovski (perkusija), spremljevalni vokalisti pa so bili Lea Sirk, Karin Zemljič in Mitja Bobič.

### Superfinale
Petčlanska strokovna žirija je najprej izbrala tri superfinaliste: 
- Anja Kotar (Čas je zdaj)
- Voranc Boh (Jutro v Tivoliju)
- Alex Volasko (Pesem in poljub)

Po ponovni predstavitvi so izključno gledalci za zmagovalno skladbo prvega festivala Poprock izbrali pesem Pesem in poljub izvajalca Alexa Volaska, ki je tudi avtor besedila in glasbe.

## Koncert Siddharte
15. februarja je v Studiu 1 potekal koncert skupine Siddharta z naslovom Siddharta: Infra Ultra Live. Fantje (Boštjan Meglič – bobni & tolkala, Jani Hace – bas & spremljevalni vokal, Primož Benko – kitara & spremljevalni vokal, Tomaž O. Rous – klaviature & spremljevalni vokal, Tomi Meglič – vokal & kitara) so izvedli predvsem pesmi z zadnjih dveh plošč Infra in Ultra, pa tudi nekaj starejših komadov:
| #   | Pesem                              | Album                                          | Glasba / besedilo / aranžma                                 |
| --- | ---------------------------------- | ---------------------------------------------- | ----------------------------------------------------------- |
| 1.  | Volk q ovce                        | Ultra                                          | Tomi M. / Tomi M. / Siddharta, Dejan Radičević              |
| 2.  | Premladi                           | Ultra                                          | Jani H. / Tomi M. / Siddharta, Dejan Radičević              |
| 3.  | Nastalo bo                         | Ultra                                          | Tomi M. / Tomi M. / Siddharta, Dejan Radičević              |
| 4.  | Napalm 3                           | Saga                                           | Tomi M. / Tomi M. / Siddharta                               |
| 5.  | Dios                               | Infra                                          | Primož B., Tomi M. / Tomi M. / Siddharta, Dejan Radičević   |
| 6.  | Ledena                             | Infra                                          | Tomi M. / Tomi M. / Siddharta, Dejan Radičević              |
| 7.  | Calvi                              | Ultra                                          | Tomaž O. R., Tomi M. / Tomi M. / Siddharta, Dejan Radičević |
| 8.  | Sim Hae                            | Rh-                                            | Tomi M. / Tomi M. / Siddharta                               |
| 9.  | Do konca                           | Infra                                          | Jani H. / Tomi M. / Siddharta, Dejan Radičević              |
| 10. | Homo Carnula                       | Petrolea                                       | Tomi M. / Tomi M. / Siddharta                               |
| 11. | Strele v maju (z Damirjem Urbanom) | Ultra                                          | Tomi M. / Urban, Tomi M. / Siddharta, Dejan Radičević       |
| 12. | Japan                              | Rh-                                            | Tomi M. / Tomi M. / Siddharta                               |
| 13. | Flip                               | Ultra                                          | Primož B., Tomi M. / Tomi M. / Siddharta, Dejan Radičević   |
| 14. | Piknik                             | Infra                                          | Primož B., Tomi M. / Tomi M. / Siddharta, Dejan Radičević   |
| 15. | Novi svet (Keaziree)               | Siddharta in Simfonični orkester RTV Slovenija | Tomaž O. R., Tomi M. / Tomi M. / Siddharta, Dejan Radičević |

## Popevka
Popevka je potekala 20. februarja 2016 v Studiu 1 TV Slovenija. Povezoval jo je Mario Galunič, občasno pa sta mu na pomoč priskočili še Bernarda Žarn in Lorella Flego. V spremljevalnem programu so nastopili Darja Švajger, Andraž Hribar in Alex Volasko, z venčkom popevk Mlade oči, Med iskrenimi ljudmi in Dan ljubezni pa so se vsi izvajalci poklonili Dušanu Velkaverhu.
| #   | Izvajalec                     | Naslov skladbe      | Avtor glasbe              | Avtor besedila   | Avtor aranžmaja            | Dirigent       |
| --- | ----------------------------- | ------------------- | ------------------------- | ---------------- | -------------------------- | -------------- |
| 1.  | Eva Černe                     | Dvigni glas         | Anže Rozman               | Janez Usenik     | Anže Rozman                | Patrik Greblo  |
| 2.  | Lea Bartha                    | Razširjam roke      | Boštjan Grabnar           | Marjan Bunič     | Boštjan Grabnar            | Patrik Greblo  |
| 3.  | Flora in Paris                | Naša bajta          | Jure Tory                 | Rok Lunaček      | Igor Podpečan              | Lojze Krajnčan |
| 4.  | Nuša Derenda                  | Grafit              | Žiga Pirnat, Andraž Gliha | Žiga Pirnat      | Žiga Pirnat                | Žiga Pirnat    |
| 5.  | Eva Boto                      | Kaj je to življenje | Matjaž Vlašič             | Urška Vlašič     | Matjaž Vlašič, Anže Rozman | Patrik Greblo  |
| 6.  | Irena Vidic in Gregor Ftičar  | Prihajam k tebi     | Gregor Ftičar             | Milan Dekleva    | Aleš Avbelj                | Patrik Greblo  |
| 7.  | Eroika                        | Za vse življenje    | Jožef Pleterski           | Klemen Torkar    | Patrik Greblo              | Patrik Greblo  |
| 8.  | King Foo                      | Začaraj me          | Rok Golob                 | Urška Majdič     | Rok Golob                  | Rok Golob      |
| 9.  | Eva Hren                      | Počasi              | Janez Dovč                | Feri Lainšček    | Žiga Pirnat                | Žiga Pirnat    |
| 10. | Tinkara Kovač in Anika Horvat | Po zimi             | Domen Gracej              | Drago Mislej Mef | Anže Rozman                | Lojze Krajnčan |

Izvajalci so nastopili ob spremljavi velikega revijskega orkestra RTV Slovenija.

### Superfinale
Petčlanska strokovna žirija je za superfinale izbrala:
- Evo Boto (Kaj je to življenje),
- King Foo (Začaraj me),
- Nušo Derenda (Grafit).

Gledalci so za zmagovalko izglasovali Evo Boto, ki je prejela 49 % vseh glasov. Nuša je bila druga (40 %), King Foo pa tretji (11 %).

## Nagrade strokovne žirije
Strokovna žirija (Neisha, Tomi M., Slavko Avsenik ml., Martin Štibernik in Darja Švajger) je, upoštevajoč vseh 20 pesmi, ki so se predstavile na Poprocku in Popevki, podelila nagrade za:
- najboljše besedilo: Feri Lainšček za Počasi (Eva Hren)
- najboljšo interpretacijo: King Foo (Začaraj me)
- najboljšo priredbo: Rok Golob za Začaraj me (King Foo)
- najobetavnejšega avtorja ali izvajalca: Anja Kotar (Čas je zdaj)

Ista žirija je v obeh večerih izbrala tudi superfinaliste.